# مسجد قزاق‌لار
مسجد قزاق‌لار (به لاتین: Gazakhlar Mosque) یک مسجد در جمهوری آذربایجان است که در شهر گنجه واقع شده‌است.